# Animales nocturnos (programa de televisión)
Animales nocturnos fue un programa de televisión presentado por Cristina Tàrrega, producido por Cuarzo Producciones y emitido en el late-night de Telecinco desde el 15 de junio de 2020. Estaba producido por la que en su día fue la productora de Ana Rosa Quintana.
Debido a los bajos datos de audiencia, el programa no fue renovado tras emitir las seis entregas inicialmente encargadas, despidiéndose así de la parrilla de Telecinco el 20 de julio de 2020.

## Mecánica
El programa era un late-night presentado por Cristina Tárrega, en el que la presentadora intentaba captar las mejores historias y conseguir que otros le abrieran su corazón.
Se trataba de una evolución del programa de Telemadrid Territorio Comanche.
En riguroso directo, contaba con charlas a distintos invitados, tanto famosos como anónimos, y consejos prácticos para la vida.

## Equipo

### Presentadora
- Cristina Tàrrega

### Colaboradores
- Ana Sierra - Sexóloga y Psicóloga.
- Alejandra Rubio - Hija de Terelu Campos.
- Suso Álvarez - Concursante de Gran Hermano 16 y Supervivientes 2016.
- Fiama Rodríguez - Participante de La isla de las tentaciones.
- Luis Rollán - Colaborador de TV.
- Ylenia Padilla - Colaboradora de Telecinco.
- Kiko Matamoros - Colaborador de Telecinco.

## Episodios y audiencias
| Temporada | Temporada | Episodios | Estreno             | Final               | Audiencia media | Audiencia media | Audiencia media |
| Temporada | Temporada | Episodios | Estreno             | Final               | Espectadores    | Cuota           |                 |
| --------- | --------- | --------- | ------------------- | ------------------- | --------------- | --------------- | --------------- |
|           | 1         | 6         | 15 de junio de 2020 | 20 de julio de 2020 | 351 000         | 7,9%            |                 |

### Temporada 1 (2020)
| N.º (Prog.) | N.º (Temp.) | Invitados                                     | Fecha de emisión | Audiencia       |
| ----------- | ----------- | --------------------------------------------- | ---------------- | --------------- |
| 1           | 1           | Alejandra Rubio, Rubén Sánchez y Selena Milán | 15/06/2020       | 366 000 (7,0%)  |
| 2           | 2           | Luis Rollán y Trini                           | 22/06/2020       | 335 000 (8,7%)  |
| 3           | 3           | —                                             | 29/06/2020       | 367 000 (8,3%)  |
| 4           | 4           | José Antonio Avilés y Carolina Sobe           | 06/07/2020       | 264 000 (6,6%)  |
| 5           | 5           | Ylenia Padilla y Rebeca Loos                  | 13/07/2020       | 289 000 (6,1%)  |
| 6           | 6           | Kiko Matamoros                                | 20/07/2020       | 345 000 (10,2%) |